# Communauté de communes des Portes du Causse
La communauté de communes des Portes du Causse est une ancienne communauté de communes française, située dans le département de la Corrèze et la région Limousin.
Au 1er janvier 2014, elle est dissoute dans la nouvelle Communauté d'agglomération du bassin de Brive.

## Composition
Elle regroupait 3 communes :
- Estivals
- Jugeals-Nazareth
- Nespouls